# 應援少女
《應援少女》（羅馬化：Fure Fure Shōjo）是於2008年10月11日上映的日本青春電影，由渡邊謙作導演、新垣結衣主演。電影上映前已被改編成小說和漫畫。

## 故事情節
主角百山桃子是就讀櫻木高中的二年級學生，喜歡閱讀小說。某天在操場邊走路邊看書時，被棒球社裡擊出的壞球打中頭部。當桃子在保健室醒來時，看見大嶋秀樹正在拼命道歉。大嶋秀樹是棒球社的一年級學生，保持「在首發陣容中從未輸過」的紀錄，是櫻木高中被寄予厚望的新生。
秀樹多次向桃子道歉後，桃子因此對他一見鍾情。桃子於是想給秀樹寫一封情書，但秀樹在學校是個受歡迎的人物，因此桃子感到猶豫不決。當桃子試圖傳達心意時，遇見山本龍太郎在學校天台進行應援團的練習。
桃子被龍太郎呼喊的團訓所吸引，因此懷著不單純的動機加入第50代應援團，準備為秀樹在夏季高中棒球比賽中應援。然而在加入之後，才發現應援團面臨接近廢部的狀態，團內只剩下桃子和龍太郎的兩名成員。如果要在高中棒球比賽中應援，至少需要5名團員參與，因此桃子和龍太郎須要招募剩下的3人。
經過一番努力後，兩人成功招收吹奏樂部的遠藤讓二、舉重部的大坪泰平和合唱部的田村晃，但是他們三人對應援團沒有特別感情，也沒有強烈的凝聚力。經過商議之後，決定由讓二擔任打大鼓的鼓手長、泰平擔任掌旗的旗手長、晃擔任領唱應援歌的參謀。龍太郎自認為不適合擔任代表職位，而選擇成為副團長，最後由桃子擔任團長。
整體來說雜亂無章的應援團，終於在不知火高中VS櫻木高中的練習賽中到場應援。對手不知火高中是連續10年進入甲子園的強校，應援團也聲勢浩大的強勢團體。櫻木高中應援團因此失去信心，被不知火高中應援團的氣勢壓倒，並且因為連續的失誤成為觀眾的笑柄，甚至讓校旗倒下而干擾比賽。櫻木高中在練習賽中落敗，應援團因此失去棒球社的信任，並被對手的應援團數落，秀樹不久之後也轉學到不知火高中。
散場之後，應援團再度面臨解散的危機，此時第23代應援團團長柳原源藏以OB身份到來，提議團員在黃金週合宿訓練。

## 演出
- 百山桃子：新垣結衣 - 櫻木高中應援團第50代團長
- 山本龍太郎：永山絢斗 - 副團長
- 遠藤讓二：柄本時生 - 鼓手長
- 大坪泰平：齋藤嘉樹（日语：斎藤嘉樹） - 旗手長
- 田村晃：染谷將太 - 參謀
- 柳原源藏：內藤剛志（日语：内藤剛志）
- 釜本：加藤諒
- 北島：金田哲（日语：金田哲）
- 仮屋：モロ師岡（日语：モロ師岡）

## 幕後人員
- 導演：渡邊謙作（日语：渡辺謙作）
- 劇本：橋本裕志
- 音樂：上田禎
- 攝影：藤澤順一（日语：藤澤順一 (撮影監督)）
- 美術：花谷秀文
- 燈光：上田成之（日语：上田なりゆき）
- 布景：山下順弘（日语：山下順弘）
- 錄音：柿澤潔
- 副導演：大津是
- 服裝：宮本雅江（日语：宮本まさ江）
- 剪輯：日下部元孝（日语：日下部元孝）
- 編劇：近藤真智子
- 道具：德田芳昌
- 製作人：桑田潔、八木征志
- 執行製片人：梅澤道彥
- 製片公司：Film Makers Inc.、Little More Co.
- 製作：2008「應援少女」製作委員會（朝日電視台、松竹、VAP、電通、LesPros娛樂、衛星劇場（日语：衛星劇場）、集英社、日販（日语：日本出版販売）、NBN、九州朝日放送、北海道電視台、靜岡朝日電視台、Little More（日语：リトルモア））

## 主要拍攝地點
故事背景設定在栃木縣，所以主要拍攝也在栃木縣進行。
- 栃木縣立田沼高等學校（日语：栃木県立田沼高等学校）
- 桐生市立商業高等學校（日语：桐生市立商業高等学校）
- 栃木縣立栃木高等學校（日语：栃木県立栃木高等学校）
- 桐生球場（日语：桐生球場）
- 御殿山球場

## 衍生作品

### 小説
劇本橋本裕志自行改編小說，集英社文庫發行。
- 橋本裕志『應援少女』集英社〈集英社文庫〉（2008年6月發行、ISBN 978-4-08-746310-1）

### 漫畫
吉附久道作畫、『Super Jump』（集英社）2008年8號－21號連載刊行。
- 橋本裕志、渡邊謙作（原作）、吉附久道（作畫）『應援少女』集英社〈Jump Comics（日语：ジャンプ・コミックス デラックス）〉、全2卷
  1. 2008年8月9日發行、ISBN 978-4-08-859722-5
  2. 2008年10月22日發行、ISBN 978-4-08-859738-6

## DVD、電視放送
2009年4月22日發行DVD。2009年8月24日首次在地面電視放送。

## 外部連結
- 應援少女 （页面存档备份，存于） - 映画.com（日语：映画.com）
- 應援少女 - allcinema
- 應援少女 - KINENOTE